# Musée départemental Stéphane-Mallarmé
Pour les articles homonymes, voir Mallarmé (homonymie).
Le musée départemental Stéphane Mallarmé est un musée du Conseil départemental de Seine-et-Marne, situé dans la maison de villégiature du poète Stéphane Mallarmé (1842-1898) à Vulaines-sur-Seine (lieu-dit de Valvins), dans le département de Seine-et-Marne.

## Historique
Stéphane Mallarmé découvre cette ancienne auberge en 1874, en loue deux pièces à l'étage, accessibles par un escalier extérieur, y séjourne en famille ou seul régulièrement jusqu'à sa mort en septembre 1898. Un marronnier blanc centenaire, planté vers 1880, accueille les visiteurs.
En 1902, la maison est achetée par Geneviève Mallarmé, la fille du poète, et Edmond Bonniot, son mari, qui y rassemblent de nombreux souvenirs de Mallarmé, y compris des meubles et des objets provenant de son appartement parisien rue de Rome (parmi lesquels la table des mardis et le cabinet japonais).
Inscrite comme monument historique en 1946, la maison est achetée par le Conseil départemental de Seine-et-Marne en 1985 qui la transforme en musée, inauguré en 1992. En 2011, le musée reçoit le label « Maison des Illustres » par le ministère de la Culture et de la Communication.

## Présentation

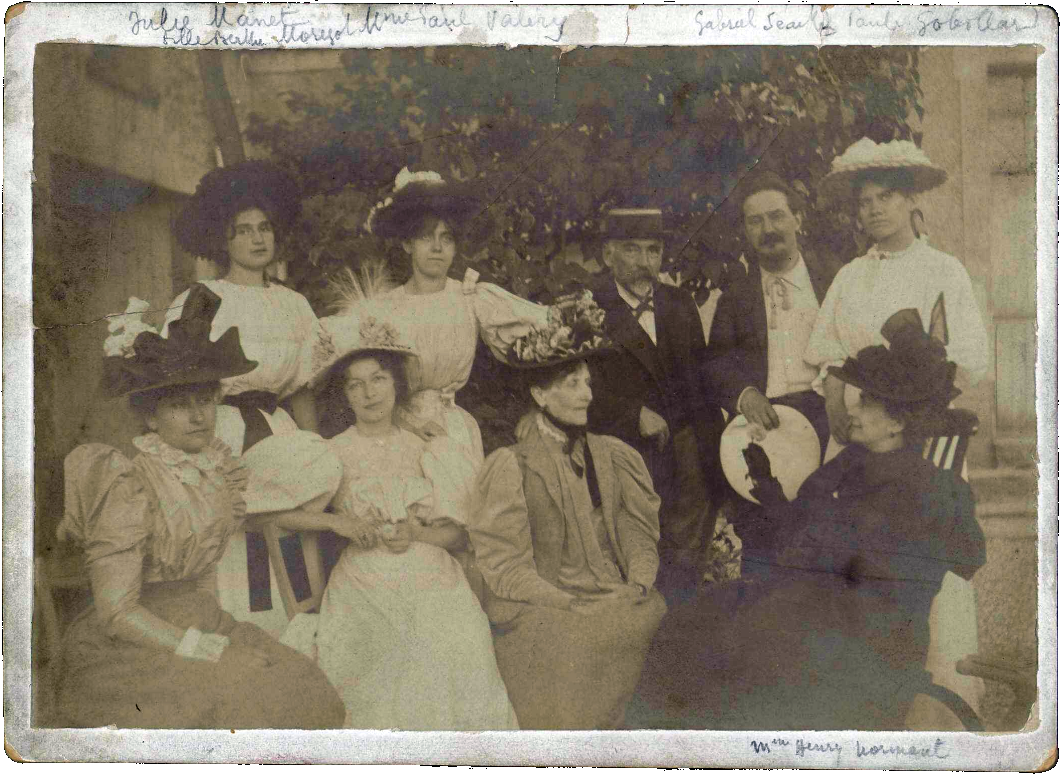
Photographie anonyme prise en 1896 dans le jardin de Stéphane Mallarmé avec ses proches (Marie Mallarmé, Geneviève Mallarmé, Jeannie Gobillard, Paule Gobillard).

S'attachant à restituer l'atmosphère du lieu et à préserver la mémoire du poète, le musée conserve de nombreux meubles, objets familiers et œuvres offertes à Mallarmé par ses amis proches : Manet, Gauguin, Whistler… On y trouve notamment la petite pendule de Saxe citée dans le poème en prose "Frisson d'hiver", la table des mardis de la rue de Rome, le châle à carreaux du poète, son cabinet japonais, la lanterne magique de sa fille Geneviève.
Le fonds du musée comprend plusieurs manuscrits, dont le poème autographe sur éventail Autre éventail de Mademoiselle Mallarmé (« Ô rêveuse, pour que je plonge / Au pur délice sans chemin / Sache, par un subtil mensonge / Garder mon aile dans la main », 1884) et une transcription du poème Soupir (« Mon âme vers ton front où rêve, ô calme sœur, / Un automne jonché de taches de rousseur », 1866), ainsi que la bibliothèque anglaise et une partie de la bibliothèque française du poète. On y trouve l'ouvrage de 1858 The Poetical works of Edgar Allan Poe with original memoir, ainsi qu'une édition originale de À rebours d'Huysmans de 1884.
Le fond comprend également la correspondance avec Édouard Manet au sujet du Corbeau d’Edgar Allan Poe et de L’Après-midi d’un faune. Un bois sculpté de Gauguin, L’Après-midi d’un Faune, offert par Gauguin au poète, a été acquis en 2005 avec l’aide de l’État et de la Région. Des manuscrits ont aussi été achetés, comme le poème autographe Les Fleurs en 1998, et des éditions originales rares comme Les Poésies de Mallarmé illustrées par Matisse en 1932, ouvrage acheté en 2001, ainsi que des dessins tels qu’un portrait de Julie Manet et Paule Gobillard par Berthe Morisot.
Les collections s'enrichissent aussi au gré de dons : le châle porté par Mallarmé sur la photographie de Nadar, des coupures de journaux sur le poète, l'autorisation accordée au poète de posséder un canot sur la Seine à Valvins, une poupée de Geneviève Mallarmé, l'écope du bateau de Mallarmé, de petits objets japonais lui ayant appartenu, sa Bible, les cahiers d’écolier de son fils Anatole, des photographies d’amis…
Les dons sont parfois anonymes : ainsi, en 2005, le musée a reçu d’un admirateur anonyme une édition espagnole de l'autobiographie de Mallarmé… laissée sur la tombe du poète à Samoreau.
Le musée abrite également un grand jardin fleuri et fruitier situé derrière la maison. Il a été reconstitué par la paysagiste Florence Dollfus qui s'est inspirée de photographies anciennes, de l'organisation traditionnelle des jardins de bords de Seine à la fin du XIXe siècle et de la correspondance du poète. Tulipes, pivoines, dahlias, rosiers, iris, pommiers, poiriers, peuvent, entre autres, y être admirés.

## Expositions temporaires et médiation culturelle
- 2009 : L'éventail dans le monde de Stéphane Mallarmé
- 2010 : Mallarmé fait son cinéma : lanternes magiques et projections lumineuses
- 2010 : L'École de Mallarmé - Raoul Marek
- 2011 : Femmes de Mallarmé[4]
- 2012 : Anne Slacik, peintures 2010-2011
- 2012 : Mallarmé de A à Z
- 2012 : Bracaval et les éditions Le Pré Nian
- 2012-2013 : Le Phénomène futur,  exposition en collaboration avec l'École nationale supérieure des Arts appliqués et des métiers d'art–Olivier-de-Serres (Paris)
- 2014-2015 : L'Anglais récréatif
- 2017 : Maints rameaux subtils, les échos artistiques du Faune de Mallarmé
- 2019 : De fil en aiguille. La mode au temps de Mallarmé
- 2020 : Relier. Mélanie Leblanc
- 2021 : Mallarmé invite... Masao Yamamoto »
- 2022 : Mallarmé pour petits et grands (dans le cadre des 30 ans du musée)

De nombreuses activités de médiation culturelle sont proposées tout au long de l'année : ateliers pédagogiques pour les groupes scolaires, visites guidées, conférences, concerts…
Le musée est ouvert tous les jours, sauf le mercredi, de 10h à 12h30 et de 14h à 17h30 (18h en juillet et août).

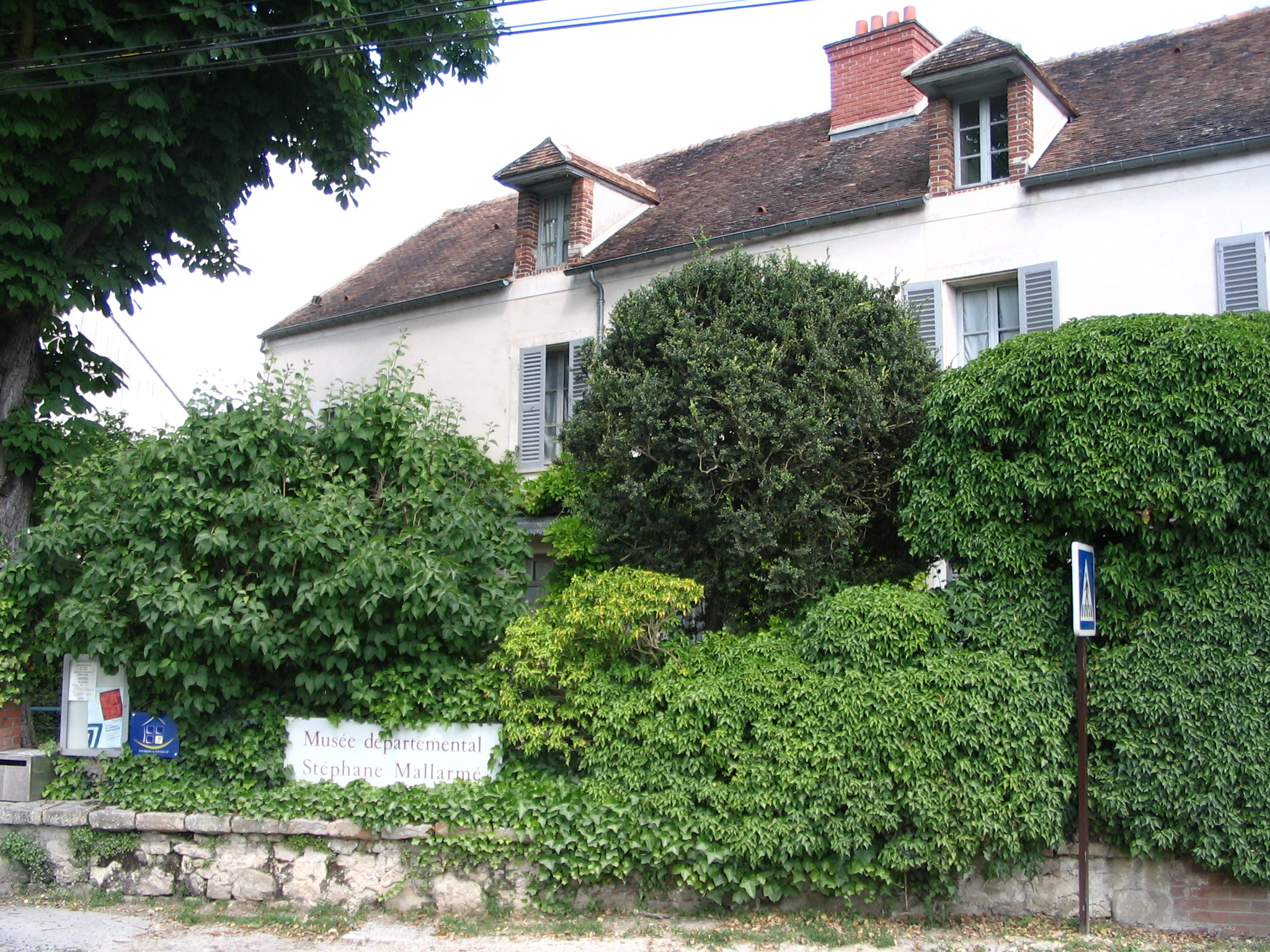
La maison, vue de la rue.
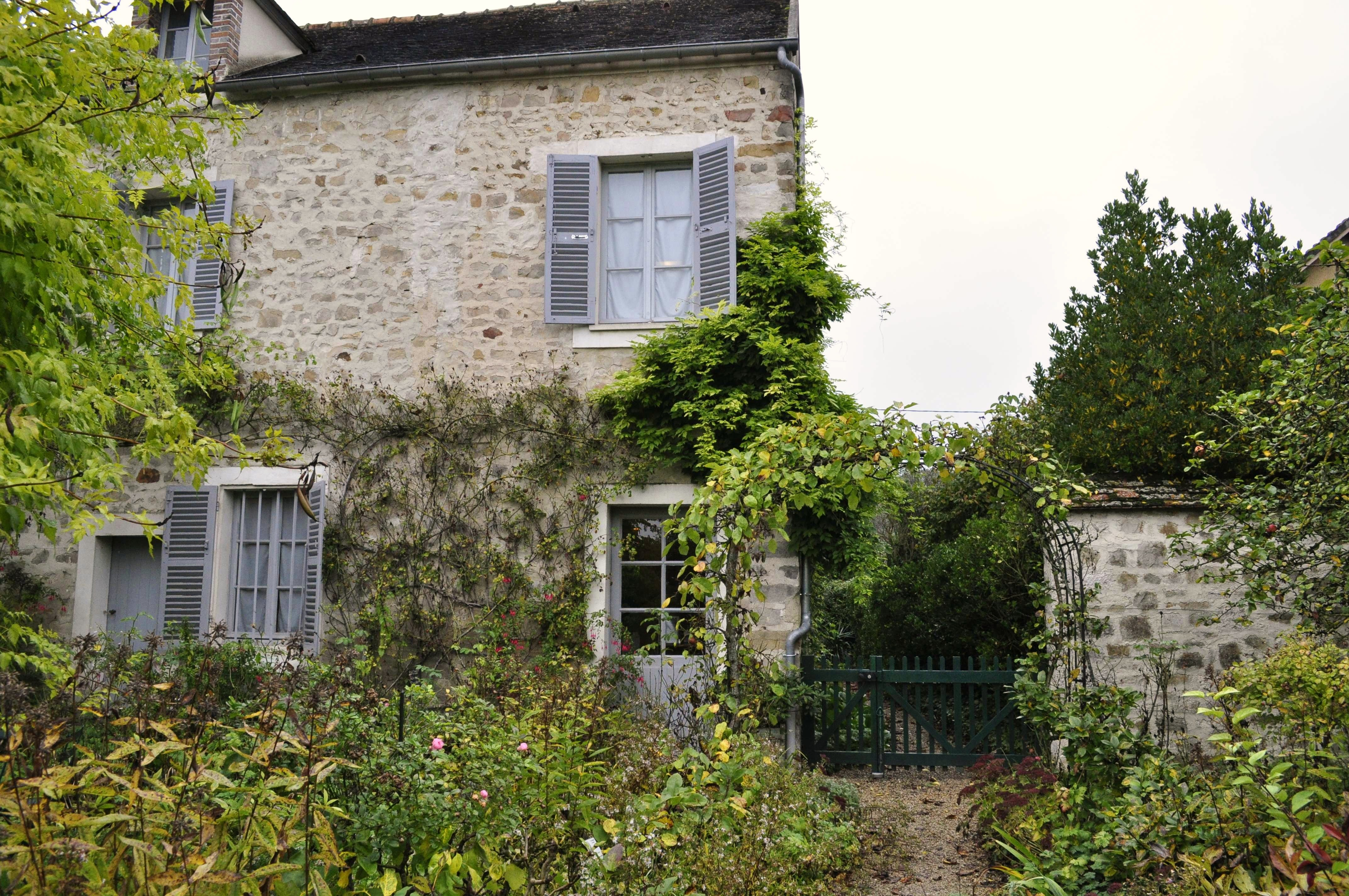
La maison, vue du jardin.
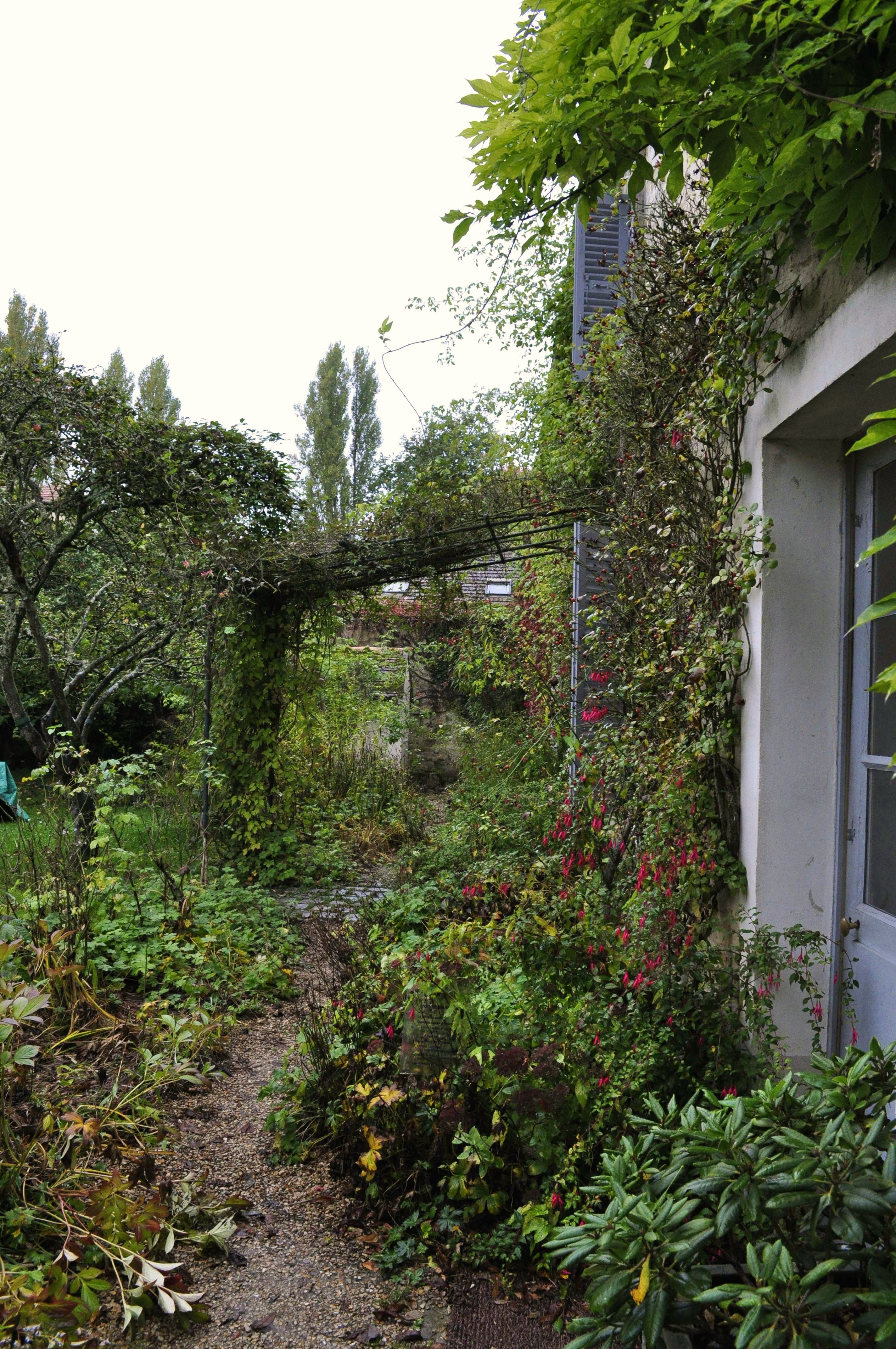
La maison et le jardin.
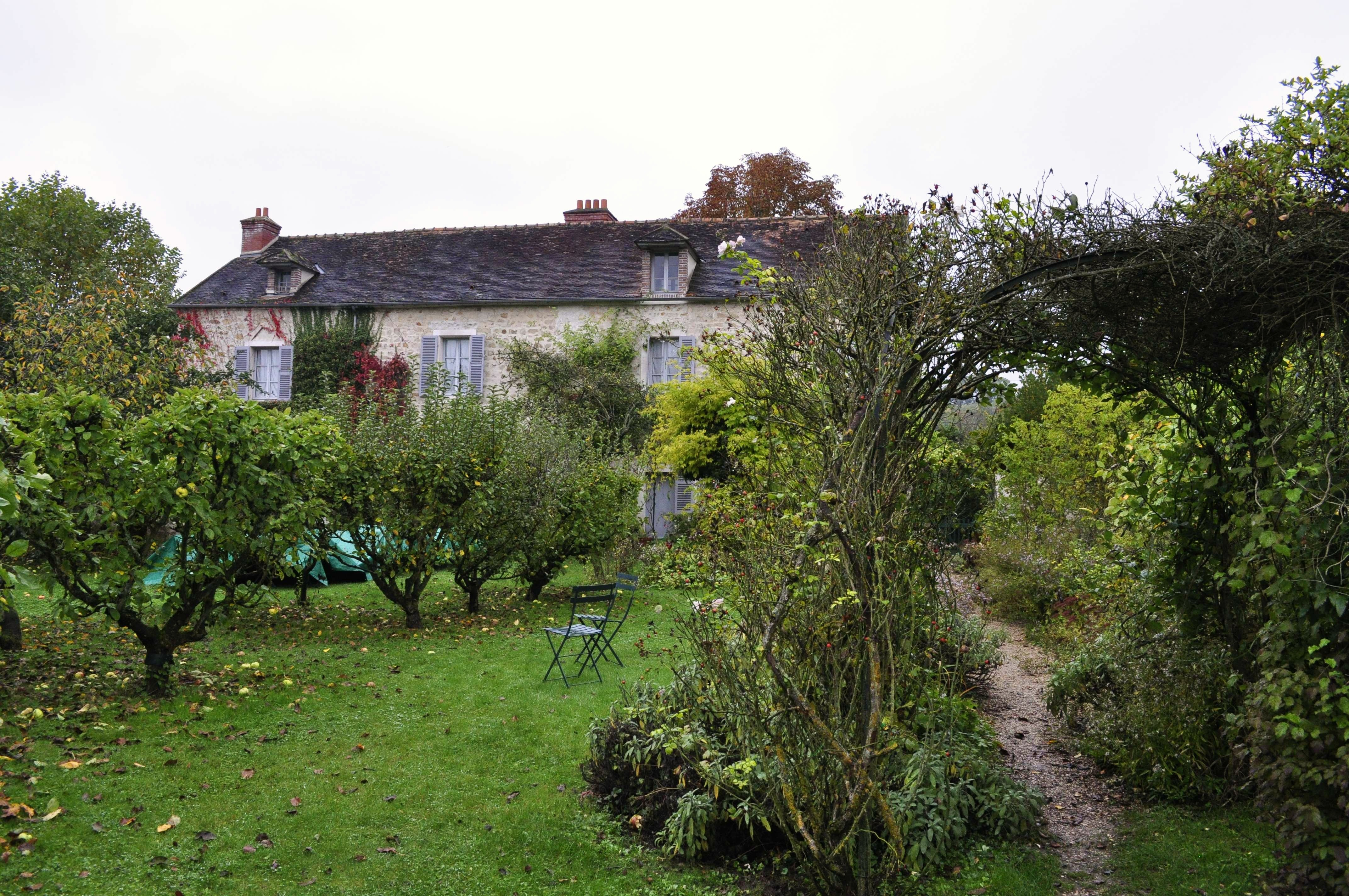
Le jardin de Stéphane Mallarmé, et sa maison de villégiature au loin.
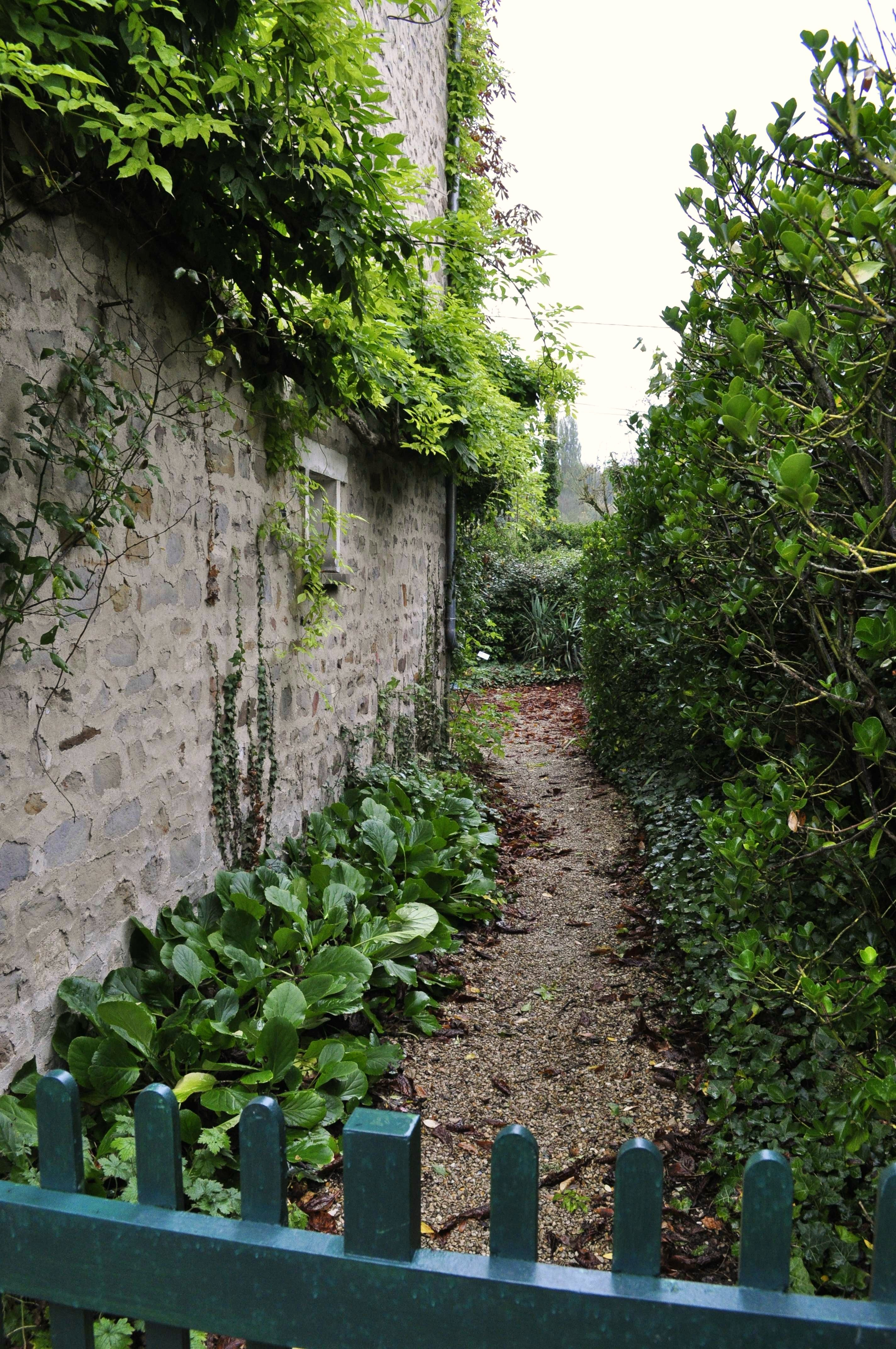
Un sentier dans le jardin de Stéphane Mallarmé.
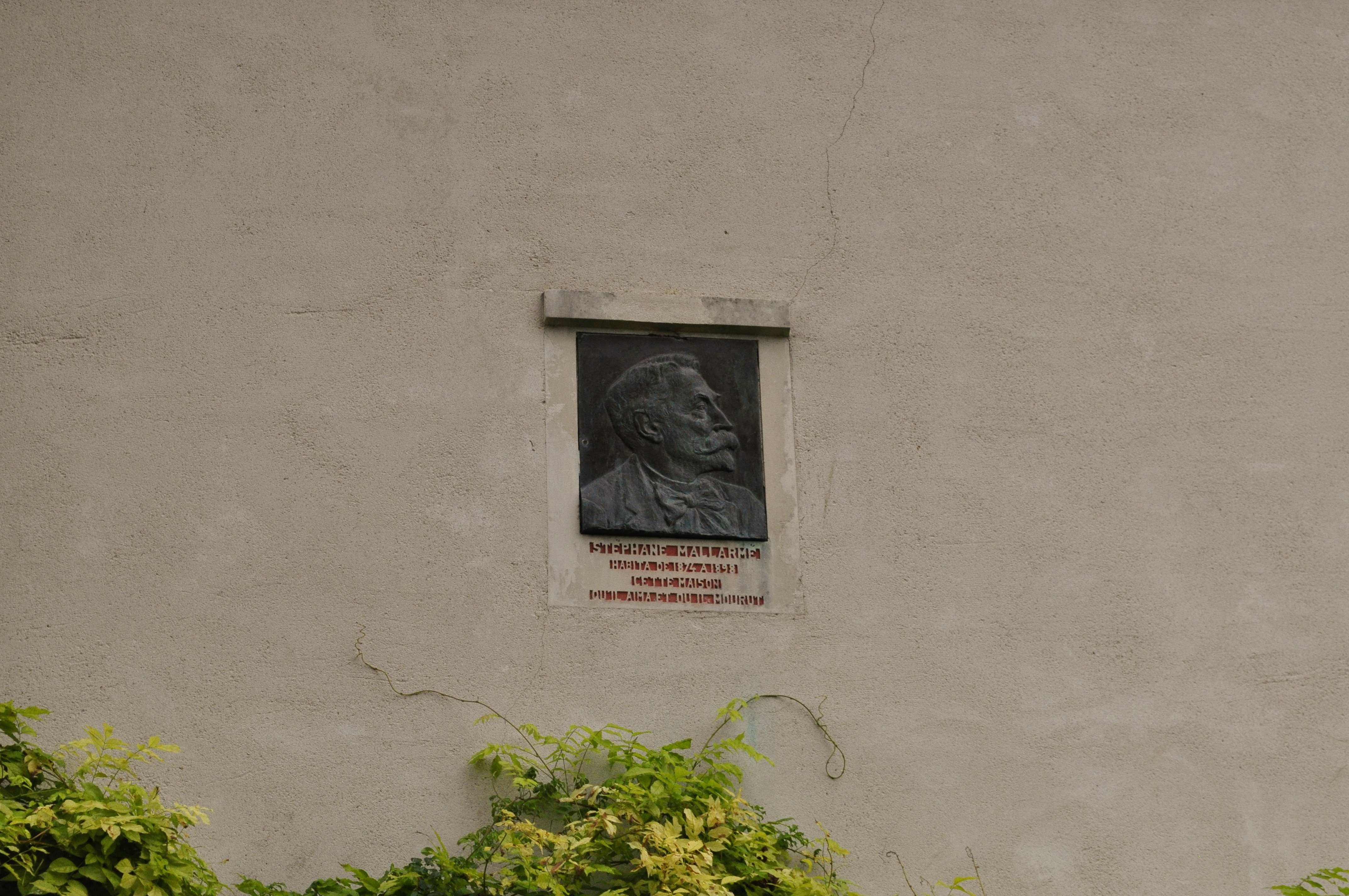
Plaque commémorative.